# McDonnell Aircraft Corporation
La McDonnell Aircraft Corporation è stata una azienda aerospaziale con sede a Saint Louis, nel Missouri.  Fondata nel 1939 da James Smith McDonnell, ebbe rilevanza soprattutto per la realizzazione di importanti caccia militari, come l'F-2H Banshee, l'F-3H Demon, l'F-101 Voodoo e l'F-4 Phantom II, e per le prime navicelle spaziali americane adatte ad equipaggio umano, la capsula Mercury e la capsula Gemini.
L'azienda McDonnell Aircraft più tardi, 1967, si fuse con la Douglas Aircraft Company, per formare la McDonnell Douglas.

## Storia
Dopo aver lavorato come capo progettista alla Keystone Aircraft Corporation, McDonnell creò la JS McDonnell & Associates nel 1928 a Milwaukee, Wisconsin, ma l'imminente arrivo della grande depressione del 1929 mise fine immediatamente al suo progetto che però ebbe nuova linfa dieci anni più tardi grazie agli studi e alle esperienze maturate sul campo, ma soprattutto allo scoppio della seconda guerra mondiale.